# گای (تگزاس)
گای (به انگلیسی: Guy) یک منطقهٔ مسکونی در ایالات متحده آمریکا است که در شهرستان فورت بند، تگزاس واقع شده‌است. گای ۲۳ متر بالاتر از سطح دریا واقع شده‌است.